# Le Savetier et le Financier
Le Savetier et le Financier est la deuxième fable du livre VIII de Jean de La Fontaine situé dans le second recueil des Fables de La Fontaine, édité pour la première fois en 1678.
Cette fable a pour source Bonaventure des Périers, Nouvelles récréations et joyeux devis, nouvelle 21 : Du savetier Blondeau ; et dans Horace, l'histoire de Vulteius Mena (Épître, I, 7).

## Texte de la fable

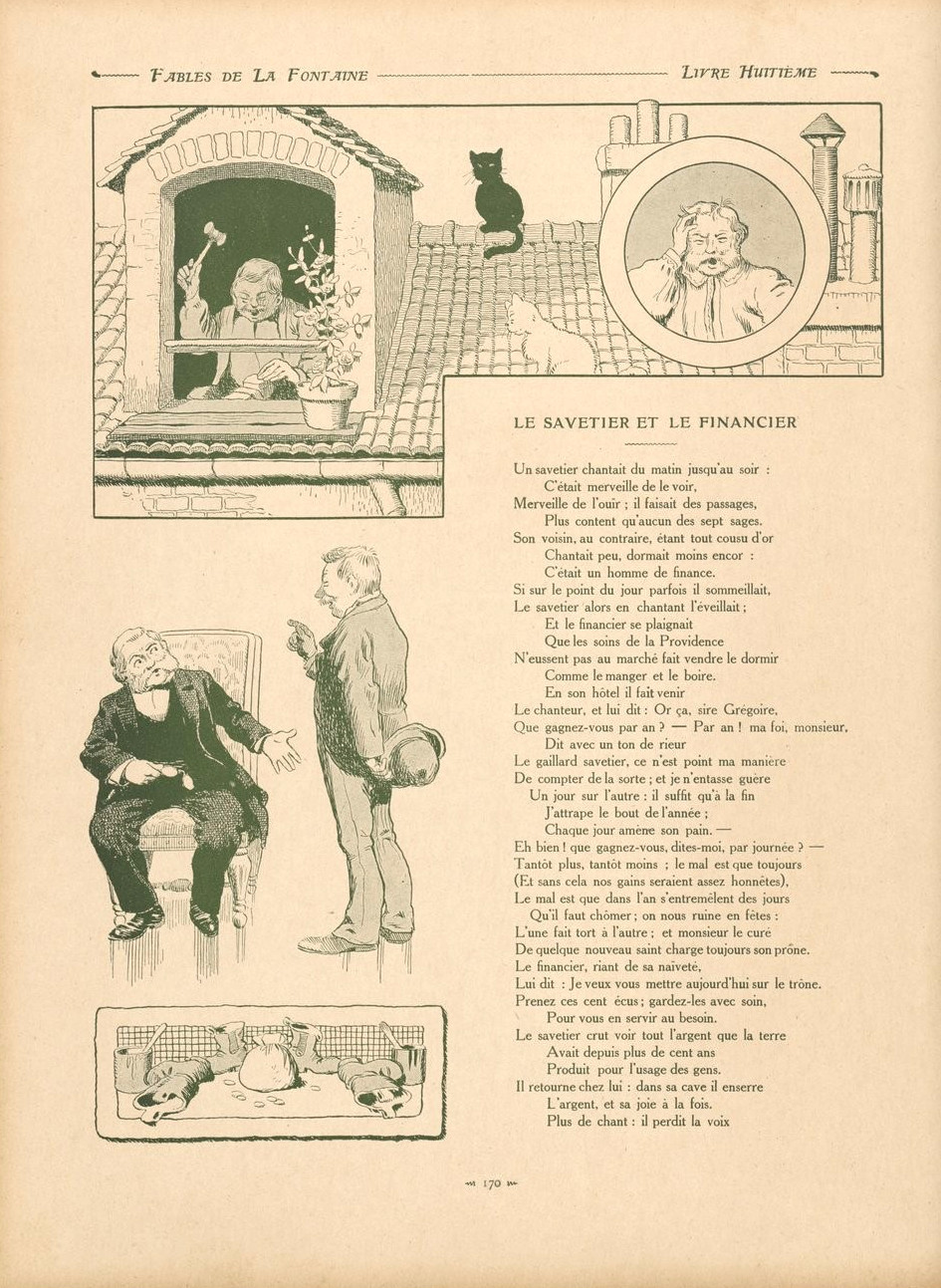
Illustration de Benjamin Rabier (1906) (début)

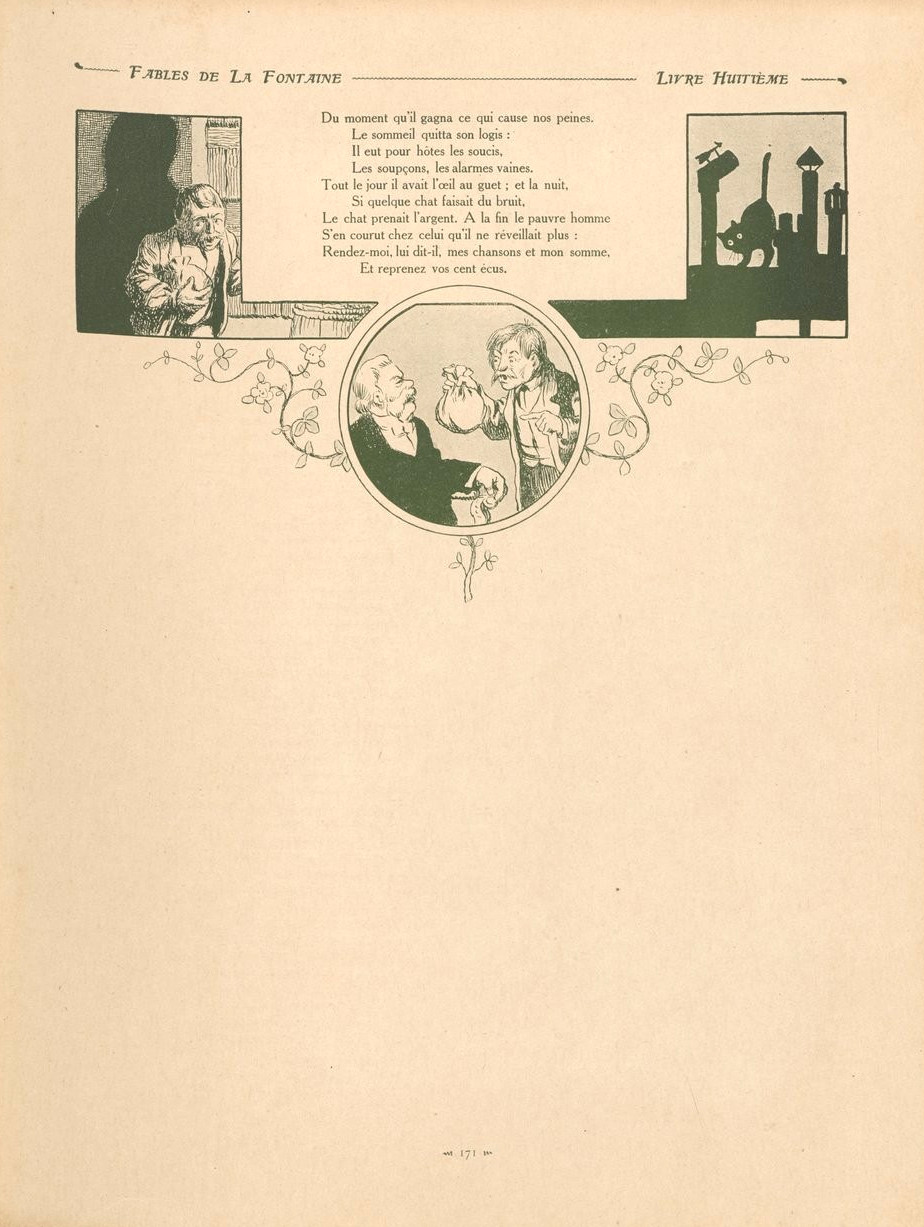
Illustration de Benjamin Rabier (1906) (fin)

Un Savetier chantait du matin jusqu'au soir :

C'était merveilles de le voir,

Merveilles de l'ouïr; il faisait des passages,

Plus content qu'aucun des sept sages. 

Son voisin au contraire, étant tout cousu d'or,

Chantait peu, dormait moins encor.

C'était un homme de finance.

Si sur le point du jour parfois il sommeillait,

Le Savetier alors en chantant l'éveillait,

Et le Financier se plaignait

Que les soins de la Providence

N'eussent pas au marché fait vendre le dormir,

Comme le manger et le boire.

En son hôtel il fait venir

Le chanteur, et lui dit : Or çà, sire Grégoire, 

Que gagnez-vous par an ? Par an ? Ma foi, monsieur,

Dit avec un ton de rieur

Le gaillard Savetier, ce n'est point ma manière

De compter de la sorte ; et je n'entasse guère

Un jour sur l'autre : il suffit qu'à la fin

J'attrape le bout de l'année :

Chaque jour amène son pain.

Et bien, que gagnez-vous, dites-moi, par journée ?

Tantôt plus, tantôt moins : le mal est que toujours

(Et sans cela nos gains seraient assez honnêtes),

Le mal est que dans l'an s'entremêlent des jours

Qu'il faut chommer ; on nous ruine en fêtes.

L'une fait tort à l'autre ; et monsieur le Curé

De quelque nouveau saint charge toujours son prône

Le Financier, riant de sa naïveté,

Lui dit : Je vous veux mettre aujourd'hui sur le trône.

Prenez ces cent écus : gardez-les avec soin,

Pour vous en servir au besoin. 

Le Savetier crut voir tout l'argent que la terre

Avait, depuis plus de cent ans, 

Produit pour l'usage des gens.

Il retourne chez lui ; dans sa cave il enserre

L'argent et sa joie à la fois.

Plus de chant ; il perdit la voix

Du moment qu'il gagna ce qui cause nos peines.

Le sommeil quitta son logis,

Il eut pour hôte les soucis,

Les soupçons, les alarmes vaines.

Tout le jour il avait l'œil au guet ; et la nuit,

Si quelque chat faisait du bruit,

Le chat prenait l'argent. À la fin le pauvre homme

S'en courut chez celui qu'il ne réveillait plus :

Rendez-moi, lui dit-il, mes chansons et mon somme,

Et reprenez vos cent écus.
— Jean de La Fontaine, Fables de La Fontaine, Le Savetier et le Financier, texte établi par Jean-Pierre Collinet, Fables, contes et nouvelles, Gallimard, « Bibliothèque de la Pléiade », 1991, p. 291